# Robert Juan-Cantavella
Robert Juan-Cantavella, né en 1976 à Almassora, est un écrivain espagnol. Il habite à Barcelone.

## Œuvres
- Proust Fiction, recueil de nouvelles, initialement publié à Barcelone en 2005 par Poliedro  (ISBN 84-96071-52-9), et publié à Paris en 2011 par Le Cherche midi, collection Lot 49 (traduction de Mathias Enard).
- El Dorado, roman, initialement publié à Barcelone en 2008 par Random House-Mondadori, Barcelone, 2008  (ISBN 978-84-397-2137-6), et publié à Paris en 2014 par Le Cherche midi, collection Lot 49 (traduction de Isabelle Gugnon).
- Asesino Cósmico, roman, Random House-Mondadori, Barcelone, 2011.
- Otro, roman, Laia Libros, Barcelone, 2001  (ISBN 84-932114-2-7).

Traductions
- Jules Boissière, Diario de un intoxicado (Propos d'un intoxiqué), Alpha Decay, Barcelone, 2011.
- Mathias Enard, Habladles de batallas, de reyes y elefantes (Parle-leur de batailles, de rois et d'éléphants), Random House-Mondadori, Barcelone, 2011.
- Michel de Grèce, El Régent : el diamante de la revolución (Le Vol du Régent), Viceversa, Barcelone, 2010.
- Mathias Enard, Zona (Zone), La otra orilla, Barcelone, 2009  (ISBN 9782742777051)
- Théo Ananissoh, Un reptil por habitante (Un reptile par habitant), Alpha Decay, Barcelone, 2009.
- Mathias Enard, Manual del perfecto terrorista (Bréviaire des artificiers), La otra orilla, Barcelone, 2007  (ISBN 9782070782789)